# Japanische Amerikaner
Japanische Amerikaner sind die Einwohner Nordamerikas mit japanischer Abstammung. Dieser Begriff umfasst hauptsächlich Einwanderer in den Vereinigten Staaten und deren Nachkommen. Heute wird auch das Wort Nikkei verwendet, welches auf Japanisch japanische Abstammung bedeutet. Die erste Generation kennt man auch als Issei (一世), bestehend aus den Schriftzeichen für die Zahl „Eins“ und „Generation“. Folgerichtig ist die zweite dann Nisei (二世), die dritte Sansei (三世), die vierte Yonsei (四世) und die fünfte Gosei (五世). Allerdings sprechen die Menschen oft schon in der Nisei oder Sansei kein Japanisch mehr.

## Geschichte
Unter dem Tokugawa-Shōgunat, das von 1603 bis 1868 währte, wurde die sogenannte Politik der Landesabschließung verfolgt, welche den Japanern nicht erlaubte, das Land zu verlassen.
Die Geschichte der japanischen Amerikaner geht daher auf die Auswanderung nach Hawaii am Ende des 19. Jahrhunderts und des frühen 20. Jahrhunderts zurück. 1868 wurde noch vom Shōgun den ersten Japanern (141 Männer, sechs Frauen und ein Kind) die Erlaubnis zur Auswanderung erteilt und sie wurden als Gastarbeiter auf hawaiische Zuckerplantagen geschickt. Diese Auswanderer galten allerdings bereits kurze Zeit später als illegal, denn die neue Meiji-Regierung erkannte diese Erlaubnis nicht an.
1871 wurde ein Freundschafts- und Handelsvertrag zwischen Japan und Hawaii geschlossen, in dem die Beschäftigung von Japanern in Hawaii unbeschränkt freigegeben wurde. Allerdings durften die nächsten 14 Jahre trotzdem keine Japaner auswandern. Danach wurden offizielle Auswanderer im Jahre 1885 im Vertrag mit dem damals unabhängigen Königreich Hawaiʻi geschickt. Die japanischen Auswanderer nahmen diese Auswanderungswelle zum Anlass, vermehrt nach Hawaii und in die Vereinigten Staaten zu emigrieren.
Anfang des 20. Jahrhunderts unterlagen japanische Einwanderer in den westlichen Bundesstaaten verstärkt Beschränkungen: Im Californian Alien Land Law von 1913 (auch: Webb-Heney Bill, verschärft 1920) wurde ihnen z. B. der Kauf von Land untersagt, da sie auf Grundlage des Naturalization Act (1790: „free white citizens“) nicht die US-amerikanische Staatsbürgerschaft erwerben konnten. In einigen Gebieten gab es auch Versuche, segregierte Bildungssysteme zu schaffen oder Ehen zwischen japanischstämmigen Einwanderern und Weißen zu verbieten. Mit dem Einwanderungsgesetz von 1924 wurde dann Ost- und Südasiaten der Erwerb der Staatsbürgerschaft explizit untersagt und weitere Einwanderung verboten. Die japanische Regierung und Öffentlichkeit reagierte ablehnend auf die Beschränkungen.

## Japanische Amerikaner in Internment Camps während des Zweiten Weltkrieges

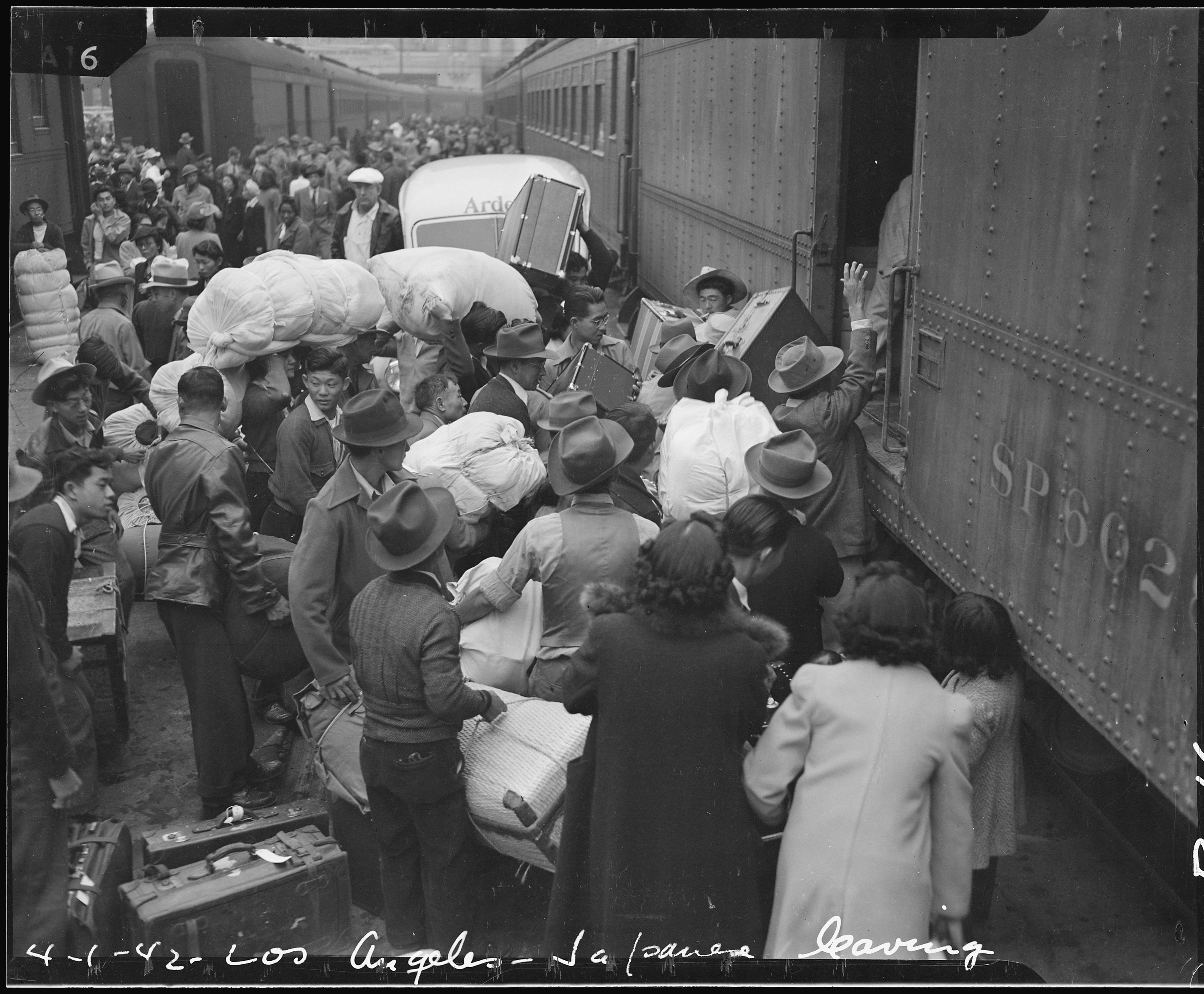
Japanische Amerikaner aus Los Angeles werden umgesiedelt in ein Internierungslager (April 1942)

Hauptartikel: Internierung japanischstämmiger Amerikaner
Eines der dunklen Kapitel der US-amerikanischen Geschichte waren die „Japanese American internment camps“; schätzungsweise 120.000 Japaner und japanische Amerikaner wurden in elf verschiedenen Lagern in den Vereinigten Staaten, zumeist im Westen, verteilt. Während des Zweiten Weltkrieges wurden japanische Amerikaner in besonderen Lagern interniert. Amerikaner japanischer Abstammung, die im Westen der Vereinigten Staaten wohnten, wurden gewaltsam mit ihren Eltern und Kindern interniert. Trotzdem dienten viele japanische Amerikaner mit Auszeichnung während des Zweiten Weltkrieges in den US-amerikanischen Streitkräften. Das 442nd Regimental Combat Team/100th Infantry Bataillon ist die am höchsten dekorierte Einheit in der US-Militärgeschichte. Diese Einheit bestand aus japanischen Amerikanern, kämpfte auf vielen europäischen Kriegsschauplätzen, trotzdem blieben ihre Familien im Internierungslager. Das 100th Infantry Bataillon war eine der ersten Einheiten, die die Gefangenen des Konzentrationslagers bei Dachau befreiten.
Daniel K. Inouye, der erste japanischstämmige Amerikaner im Kongress und im Senat, ist ein Veteran vom 442nd Regimental Combat Team. Zusätzlich waren im Military Intelligence Service auch japanische Amerikaner, die an der pazifischen Front dienten.

## Bevölkerung
Hawaii und Kalifornien sind US-amerikanischen Bundesstaaten, in denen zahlreiche japanische Amerikaner wohnen. Washington, Nevada, Illinois und New York haben auch eine relativ hohe Anzahl.